# Кожина, Мария Ивановна
Мария (Татьяна) Ивановна Кожина (19 ноября 1919, Рязань — 7 ноября 2001, Москва) — советский и российский скульптор. Работала преимущественно в скульптуре малых форм.

## Биография
Мария Кожина родилась 19 ноября 1919 года в Рязани. С 1939 по 1946 год училась в Московском институте прикладного и декоративного искусства. С 1947 по 1953 год училась в Ленинграде в Институте живописи, скульптуры и архитектуры им. И. Е. Репина у М. К. Аникушина и В. А. Синайского. Дипломная работа — скульптура «Пётр I — основатель Петербурга» (руководитель В. В. Лишев, оценка «отлично»). Своим учителем также считала Б. Н. Ланге. С 1953 года принимала участие в художественных выставках. В 1954 году вступила в Союз художников СССР. Принимала участие в зарубежных выставках в Польше (1955, 1970, 1971, 1972), Болгарии (1964), Франции (1967), Венгрии (1970 и 1977), ГДР (1972) и других.

## Работы

Памятник А. И. Полежаеву

- «Петр I — основатель Петербурга» (гипс, Музей Российской академии художеств, Санкт-Петербург; повторение — гипс тонированный, Государственный музей городской скульптуры, Санкт-Петербург)[1]
- «Волк», «Медведь», «Лев» и «Овца» (статуэтки но мотивам басни «Пёстрые овцы» И. А. Крылова, керамика, глазурь, 1946, Рязанский государственный областной художественный музей)[1]
- «Баба с арбузом» (майолика, 1953—1954)[1]
- «Узбечка с бараном» (фарфор, подглазурная роспись, 1954)[1]
- «Подарок фестивалю» (фарфор, подглазурная роспись, 1954—1955)[1]
- «Шелковод» (керамика, 1958)[1]
- «Декоративная птица» (майолика, 1971)[1]
- «Девушка с цветами» (шамот, 1974)[1]
- «Танец» (шамот, 1977)[1]
- «Лето» (дерево, 1980)[1]
- «Народный оркестр» (керамика, 1982)[1]
- Портрет Г. С. Улановой (гипс тонированный, 1956)[1]
- Портрет М. В. Нестерова (гипс, 1960)[1]
- Портрет В. В. Терешковой (гипс, 1961)[1]
- Портрет О. Н. Андровской (гипс, 1967)[1]
- Портрет В. И. Мухиной (фигура — гипс, 1969)[1]
- Портрет А. С. Пушкина (шамот, 1973, премия МОХФ РСФСР за 1973 год; бронза, 1975)[1]
- Портрет В. И. Качалова (гипс, 1978)[1]
- Портрет Н. К. Крупской (фигура — алюминий, 1980)[1]
- Портрет Василисы Кожиной (бронза, 1981)[1]
- Памятник А. И. Полежаеву (медь кованая, 1964, Саранск)[1]
- Памятник-бюст Л. И. Воинову (гранит, 1979, Парк Славы, Саранск)[1]
- Памятная медаль к 10-летию со дня смерти В. И. Мухиной (бронза, 1964)[1]
- Памятная медаль к 60-летию со дня рождения Г. С. Улановой (металл-сплав, 1969—1970)[1]